# Vieille église de St Nidan
La vieille église de St Nidan est une église médiévale située à Llanidan sur l'île d'Anglesey dans le pays de Galles du Nord, près de la détroit de Menai. La première église du site a été construite VIIe siècle par St Nidan (en), le confesseur du monastère de Penmon.